# Кон, Марта
Марта Кон (фр. Marthe Cohn; 13 апреля 1920, Мец — 21 мая 2025, Лос-Анджелес, Калифорния) — французская писательница, медсестра, разведчица, пережившая Холокост. Она рассказала о своём опыте разведчицы во время Холокоста в книге «В тылу врага».

## До 1944 года
Марта Кон родилась 13 апреля 1920 года как Март Хоффнунг в городе Мец, Франция, в ортодоксальной еврейской семье из семи детей. Её семья жила недалеко от немецкой границы во Франции, когда Гитлер пришёл к власти. После ареста её сестры Стефани гестапо 17 июня 1942 года Марта организовала побег своей семьи из Пуатье в свободную зону. Так она выжила благодаря фальшивым документам, составленным перед отъездом. Её жених, Жак Делоне, студент, с которым она познакомилась в Пуатье, активно участвовавший во французском Сопротивлении, был расстрелян 6 октября 1943 года в крепости Мон-Валериан в Сюрене. В ноябре 1943 года Марта Кон закончила своё обучение, которое она начала в октябре 1941 года в Пуатье, в школе медсестер Французского Красного Креста в Марселе. Затем она тщетно пыталась присоединиться к Сопротивлению.

## В разведке
В ноябре 1944 года, после освобождения Парижа, Марта Хоффнунг стала членом разведывательной службы 1-й французской армии под командованием маршала Франции Жана де Латр де Тассиньи. После 14 неудачных попыток пересечь линию фронта в Эльзасе она пересекла границу с Германией недалеко от Шаффхаузена в Швейцарии. Будучи медсестрой, свободно владеющей немецким языком, она выдавала себя за немецкую медсестру, утверждая, что ищет своего пропавшего жениха. Затем она перебралась обратно через швейцарскую границу, чтобы передать информацию французской разведке. Она смогла сообщить своей службе информацию о том, что на северо-западе Фрайбурга была эвакуирована линия Зигфрида и где местоположение остатков немецкой армии, которая попала в засаду в Шварцвальде.

## После войны
После войны Марта вернулась во Францию и продолжила карьеру медсестры. В 1956 году, учась в Женеве, она встретила американского студента-медика майора Л. Кона, который был соседом по комнате её друга. Они поженились и жили в Соединённых Штатах. Работали вместе много лет — он как анестезиолог, а она как медсестра.
Кон была награждена орденом «Военный крест» в 1945 году двумя документами (решение № 134, подписанные лейтенант-полковником Буве 9 августа 1945 года, и № 1322, подписанное маршалом Жуэном 10 ноября 1945 года). В 1999 году французское правительство наградило её воинской медалью, декрет № 3465 MR 1999 года. Андре Борд, министр по делам ветеранов, в 2002 году наградил её Орденом Почётного Легиона, указ № 2702, MR 2004. В 2006 году правительство Франции наградило её почётной «Медалью национальной признательности».
В 2002 году она в соавторстве с Венди Холден написала книгу о своём опыте под названием «В тылу врага: правдивая история французской еврейской шпионки в нацистской Германии», которая была опубликована издательством «Гармони Букс». Книга была переведена на французский язык Helene Prouteau и опубликована издательствами «Plön», «Selection du Reader’s Digest» и «The Editions Tallandier».
Марта Кон скончалась 21 мая 2025 года в возрасте 105 лет в Лос-Анджелесе, США.

## Награды
- Военный крест, 1945
- Воинская медаль[3], 1999
- Орден Почётного легиона, 2002
- Женщина Доблести Центра Симона Визенталя, 2002
- Медаль национальной признательности, 2006
- Крест ордена «За заслуги», высшая награда Германии[9]

## Фильм о жизни Марты Кон
В 2019 году немецкий режиссёр Никола Алис Хенс сняла фильм о жизни Марты Кон, продюсер Амос Гева. Название фильма — «Чичинетт — как я случайно стала шпионкой», продолжительностью 86 минут.